# 10753 van de Velde
10753 van de Velde este un asteroid din centura principală de asteroizi.

## Descriere
10753 van de Velde este un asteroid din centura principală de asteroizi. A fost descoperit pe 28 noiembrie 1989 la Tautenburg de Freimut Börngen. Asteroidul prezintă o orbită caracterizată de o semiaxă mare de 2,72 ua, o excentricitate de 0,07 și o înclinație de 3,5° în raport cu ecliptica.